# Ionaspis ventosa
Ionaspis ventosa är en lavart som beskrevs av Per Magnus Jørgensen och Rolf Santesson. Ionaspis ventosa ingår i släktet Ionaspis, och familjen Hymeneliaceae. Arten är reproducerande i Sverige.